# Simulator de viață

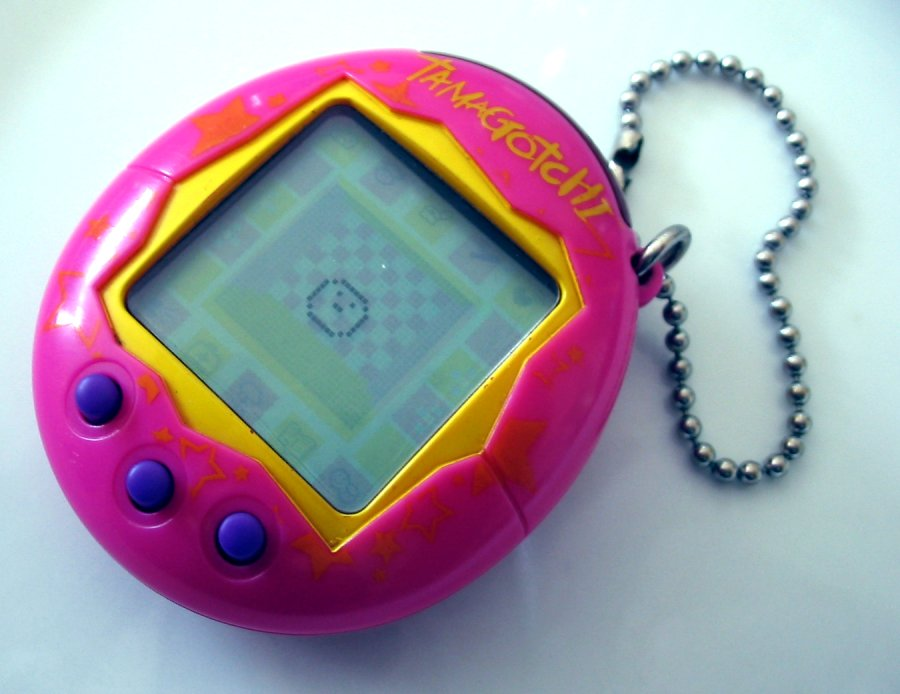
Un joc cu animale de companie virtuale numit Tamagotchi

Jocurile de simulare a vieții formează un subgen al jocurilor video de simulare în care jucătorul trăiește sau controlează unul sau mai multe personaje virtuale (umane sau de altă natură). Un astfel de joc poate gravita în jurul „indivizilor și relațiilor, sau poate fi o simulare a unui ecosistem”. Alte denumiri includ joc de viață artificială și joc de viață simulată.

## Definiție
Jocurile de simulare a vieții se concentrează pe „menținerea și dezvoltarea unei vieți virtuale”, unde jucătorii au puterea de a controla viețile unor oameni sau creaturi autonome. Jocurile de viață artificială sunt legate de cercetarea în informatică privind viața artificială. Însă „deoarece sunt destinate divertismentului și nu cercetării, jocurile comerciale privind viața artificială implementează doar un subset din ceea ce investighează cercetarea vieții artificiale”. Acest gen larg include simulatoarele de divinitate, care se concentrează pe gestionarea închinătorilor tribali, precum și animale de companie artificiale care se concentrează pe unul sau mai multe animale. Include, de asemenea, jocuri genetice de viață artificială, unde jucătorii gestionează populații de creaturi pe parcursul mai multor generații.

## Istoric
Jocurile de viață artificială și simulările de viață își au originile în cercetarea vieții artificiale, inclusiv în Jocul Vieții al lui Conway din 1970. Dar unul dintre primele jocuri comerciale viabile de viață artificială a fost Little Computer People în 1985, un joc pentru Commodore 64 care permitea jucătorilor să tasteze cereri către personaje ce locuiau într-o casă virtuală. Jocul este citat ca un precursor puțin cunoscut al simulatorului de viață virtuală care avea să urmeze. Unul dintre cele mai vechi simulatoare de întâlniri, Tenshitachi no gogo, a fost lansat pentru computerul NEC PC-9801 de 16 biți în același an, deși elemente de simulare a întâlnirilor pot fi găsite în jocul anterior al Sega, Girl’s Garden din 1984.
La mijlocul anilor 1990, au început să apară animalele de companie virtuale, cum ar fi Petz și Tamagotchi. În aceeași perioadă, Creatures a devenit „prima aplicație comercială de divertisment completă de viață artificială și algoritmi genetici”. Până în anul 2000, The Sims a rafinat formula văzută în Little Computer People și a devenit cel mai de succes joc de viață artificială creat vreodată.
În 2008, a fost lansat jocul Spore, fiind un exemplu notabil de gameplay inovator într-un joc de simulare a vieții, împrumutând elemente din diferite genuri de joc. În Spore, jucătorul dezvoltă o specie extraterestră aleasă și o controlează prin diferite etape ale vieții, fiecare etapă având un stil de joc diferit: de la nivelul de bazin microbian (etapa celulară) descris ca un joc de acțiune simplu, până la etapa finală în care pot construi un imperiu interstelar (etapa spațială), incluzând elemente lejere de strategie.
În 2013, a fost lansată prima versiune jucabilă a jocului Thrive. Ideea jocului este concepută ca o versiune mai „exactă științific a ideii din Spore, care folosește o abordare mai „drăgălașă” și simplificată. Similar cu Spore, Thrive este împărțit în etape, dintre care doar prima este finalizată, în timp ce celelalte nouă sunt în dezvoltare.

## Tipuri

### Animale de companie digitale
Animalele de companie digitale sunt un subgen al jocurilor de viață artificială, în care jucătorii antrenează, întrețin și observă un animal simulat. Animalele pot fi simulări ale unor animale reale sau animale fantastice. Spre deosebire de jocurile genetice de viață artificială care se concentrează pe populații mari de organisme, jocurile cu animale de companie digitale permit de obicei jucătorilor să interacționeze cu unul sau câteva animale simultan. În contrast cu jocurile de viață artificială, animalele de companie digitale nu se reproduc și nu mor, deși există excepții în care animalele pot fugi dacă sunt ignorate sau tratate prost.
Animalele de companie digitale sunt de obicei concepute pentru a fi drăguțe și exprimă o gamă de emoții și comportamente care le indică jucătorilor cum să le influențeze. „Această calitate de inteligență bogată distinge animalele artificiale de alte tipuri de viață artificală, în care indivizii urmează reguli simple, dar populația în ansamblu dezvoltă proprietăți emergente.” Jucătorii pot tachina, îngriji și învăța animalul, iar acesta trebuie să fie capabil să învețe comportamente de la jucător. Totuși, aceste comportamente sunt de obicei „preprogramate și nu sunt cu adevărat emergente.”
Designerii de jocuri încearcă să mențină atenția jucătorului amestecând comportamente comune cu altele mai rare, astfel încât jucătorul să fie motivat să continue să joace până le observă. În rest, aceste jocuri adesea nu au o condiție de victorie sau provocare, și pot fi clasificate ca jucării software. Jocuri precum Nintendogs au fost implementate pentru consola Nintendo DS, deși există și jocuri electronice simple, implementate pe un breloc, cum ar fi Tamagotchi. Există, de asemenea, numeroase jocuri online de îngrijire/creștere a animalelor, cum ar fi Neopets. Alte jocuri de simulare a vieții animalelor includ jocuri online de creștere a câinilor sau cailor pentru expoziții.

### Simulare biologică
Unele jocuri de viață artificială permit jucătorilor să gestioneze o populație de creaturi pe parcursul mai multor generații și să încerce să atingă obiective pentru întreaga populație. Aceste jocuri au fost numite jocuri genetice de viață artificială sau simulări biologice. Jucătorii pot încrucișa creaturi care au un set de gene sau descriptori care definesc caracteristicile creaturii. Unele jocuri introduc, de asemenea, mutații cauzate de factori aleatori sau de mediu, care pot fi benefice pentru populație pe măsură ce creaturile se reproduc. Aceste creaturi au de obicei o durată de viață scurtă, cum ar fi în seria Creatures, unde organismele pot supraviețui între o jumătate de oră și peste șapte ore. Jucătorii pot observa cum forțele selecției naturale modelează populația, dar pot și interacționa cu ea prin reproducerea anumitor indivizi, modificarea mediului sau introducerea de creaturi noi create de ei.
Un alt grup de simulări biologice urmăresc să simuleze viața unui singur animal al cărui rol este preluat de jucător (în loc de a simula un întreg ecosistem controlat de jucător). Acestea includ jocuri precum Wolf și continuarea sa Lion, jocuri similare ca WolfQuest și seria educațională Odell, mai modestă, despre viața acvatică.
În plus, un număr mare de jocuri au teme biologice sau evolutive vagi, dar nu încearcă să reflecte fidel realitatea biologiei sau a evoluției: acestea includ, în categoria jocurilor de simulare de divinitate, titluri precum Evolution: The Game of Intelligent Life și Spore, iar în categoria jocurilor de tip arcade/RPG, o multitudine de produse software de divertisment, inclusiv Eco și E.V.O.: Search for Eden.

### Simulare socială
Jocurile de simulare socială explorează interacțiunile sociale dintre mai multe vieți artificiale. În unele cazuri, jucătorul poate fi doar un observator fără control direct, dar poate influența mediul personajelor, de exemplu prin amenajarea unei case și crearea de situații în care acestea să interacționeze. Aceste jocuri fac parte dintr-o subcategorie de jocuri de viață artificială, uneori numite „casă de păpuși virtuală”. The Sims este cel mai notabil exemplu al acestui tip de joc și a fost influențat la rândul său de jocul Little Computer People din 1985.
În alte jocuri, jucătorul are un rol mai activ, trăind ca un personaj alături de altele artificiale, urmărind scopuri precum câștigarea de bani sau menținerea personajului, interacționând în același timp cu ceilalți. Multe dintre aceste jocuri se încadrează în subgenul simulărilor de fermă, unde jucătorul administrează o fermă într-un cadru rural, cultivă plante și crește animale pentru a obține bani și a întreține ferma, în timp ce își îmbunătățește relațiile cu locuitorii satului. Astfel de jocuri includ Story of Seasons, seria Animal Crossing și Stardew Valley. Simulatoarele de întâlniri sunt înrudite cu acest tip de joc, dar în general se concentrează pe căutarea unei relații romantice cu unul sau mai multe personaje controlate de calculator. Aceste jocuri sunt adesea adresate unui public mai matur comparativ cu jocurile sociale tipice. Simulatoarele de întâlniri pot fi mai apropiate de romanele vizuale decât de simulatoarele clasice.